# Крепски, Бенто
Бе́нто Мате́ус Кре́пски (порт.-браз. Bento Matheus Krepski; 10 июня 1999, Куритиба) — бразильский футболист, вратарь клуба «Ан-Наср» и сборной Бразилии.

## Биография
Бенто является воспитанником молодёжной академии «Атлетико Паранаэнсе». В 14 лет попал в молодёжный состав клуба, и с тех пор прошёл все возрастные категории. В 2019 году он стал тренироваться со взрослым составом, и дважды попадал в заявку на матчи чемпионата штата Парана, который в итоге выиграла его команда.
2020 год Бенто начал в качестве пятого вратаря в стане «урагана». Он четырежды попадал в заявки на матчи Лиги Паранаэнсе, но шансов сыграть в основновном составе у него не было. В другие команды ушли Андерсон и Кайо Гонсалвес, а 23 ноября, за день до первой игры 1/8 финала Кубка Либертадорес, у двоих основных вратарей, Сантоса и Жандрея, были выявлены положительные тесты на COVID-19. Таким образом, Бенто остался единственным вратарём в команде.
В основе «Атлетико Паранаэнсе» Бенто дебютировал в первой игре 1/8 финала Кубка Либертадрес 2020 против «Ривер Плейта». Команды сыграли вничью 1:1, бразильская команда пропустила гол от Пауло Диаса на 90 минуте. В ответном матче «Ривер Плейт» выиграл с минимальным счётом 1:0 и вышел в 1/4 финала. Хорошую игру Бенто в двухматчевом противостоянии похвалил даже тренер «Ривера» Марсело Гальярдо.
В промежутке между двумя играми в Кубке Либертадорес Бенто дебютировал в чемпионате Бразилии. В гостевом матче, прошедшем 28 ноября, «красно-чёрные» проиграли «Палмейрасу» (будущему победителю Кубка Либертадорес 2020) со счётом 3:0.
27 февраля 2021 года Бенто, наконец, дебютировал в чемпионате штата Парана. Его команда на выезде с минимальным счётом уступила «Сианорти». В середине года Бенто стал основным вратарём команды, поскольку Сантос отправился в Японию на Олимпийские игры, которые в итоге выиграла сборная Бразилии. Всего Бенто сыграл в 2021 году в пяти играх чемпионата штата, шести — чемпионата Бразилии, провёл два матча в Кубке Бразилии и в четырёх матчах Южноамериканского кубка, внеся свой вклад в успешную компанию «Атлетико Паранаэнсе» в этом турнире — команда из Куритибы 27 ноября в финале обыграла соотечественников из «Ред Булл Брагантино».

## Титулы и достижения
- Чемпион штата Парана (2): 2019 (не играл), 2020 (не играл)
- Обладатель Южноамериканского кубка (1): 2021